# Монталперо (Фиренца)
Монталперо је насеље у Италији у округу Фиренца, региону Тоскана.
Према процени из 2011. у насељу је живело 193 становника. Насеље се налази на надморској висини од 127 м.